# Lipocarpha gracilis
Lipocarpha gracilis là loài thực vật có hoa trong họ Cói. Loài này được (Rich. ex Pers.) Nees mô tả khoa học đầu tiên năm 1834.